# Daniela Simmons
Daniela Simmons, znana także jako Daniela Simons (ur. w 1961 roku w Perugii) – szwajcarska piosenkarka, reprezentantka Szwajcarii w 31. Konkursie Piosenki Eurowizji w 1986 roku.

## Kariera muzyczna
W 1983 roku Daniela Simmons wzięła udział w krajowych eliminacjach eurowizyjnych z utworem „Dis-moi tout”, z którym ostatecznie zajęła ostatnie, dziewiąte miejsce. W 1985 roku zgłosiła się do udziału w krajowych selekcjach z piosenką „Repars à zéro”, z którą zajęła drugie miejsce w koncercie finałowym.
W 1986 roku po raz trzeci wystąpiła w finale krajowych eliminacji eurowizyjnych, tym razem z utworem „Pas pour moi”, z którym ostatecznie wygrała po zdobyciu największego poparcia jurorów, dzięki czemu została wybrana na reprezentantkę Szwajcarii w 31. Konkursie Piosenki Eurowizji organizowanym w Bergen. 3 maja wystąpiła w finale widowiska i zajęła w nim ostatecznie drugie miejsce ze 140 punktami na koncie, w tym m.in. z maksymalnymi notami 12 punktów z Belgii, Izraela, Luksemburga, Szwecji i Holandii.
W 1988 roku premierę miała jej debiutancka płyta studyjna zatytułowana Shout Back, która promowana była przez singiel „Found You Out” oraz tytułową piosenkę „Shout Back”. W 1991 roku zgłosiła się do udziału w krajowych eliminacjach eurowizyjnych z utworem „Come finira”, z którym zajęła ostatecznie drugie miejsce.
W 1998 roku nawiązała współpracę z Francisco Araizą, z którym nagrała singiel „Vorrei”. Od 1999 uczy śpiewu w Montreux Jazz School.
W 2004 roku ukazała się jej druga płyta studyjna zatytułowana Daniela Simmons.

## Życie osobiste
W 1991 roku poślubiła autora piosenek Atillę Şereftuğa, a rok później urodziła mu syna Jasona.

## Dyskografia

### Albumy studyjne
- Shout Back (1988)
- Daniela Simmons (2004)